# Brieuc Lemaire
Brieuc Lemaire (5 augustus 1992) is een Belgisch basketballer.

## Carrière
Lemaire speelde in de jeugd van RBC Verviers Pepinster, bij die club maakte hij in 2009 zijn debuut. Hij speelde bij de club tot in 2015 toen hij de overstap maakte naar de Leuven Bears. Hij speelde daar een seizoen en tekende voor het volgende seizoen bij Limburg United. Na een seizoen bij Limburg tekende hij een contract bij Belfius Mons-Hainaut. In 2018 vertrok hij bij Bergen nadat hij geen nieuw contract kreeg en speelde kort voor derdeklasser BC Mailleux Comblain.
Hij kreeg in 2018 een contract bij Liège Basket, in 2021 tekende hij bij voor nog eens drie seizoenen en een optie op een vierde. In maart 2024 liep hij een blessure op waardoor hij voor de rest van het seizoen uit was. Hij kwam na het seizoen 2023/24 zonder club te zitten door het stoppen van Luik. Na hersteld te zijn van zijn blessure sloot hij zich aan bij BC Mailleux Comblain.